# Lastovce
Lastovce (em húngaro: Lasztóc) é um município da Eslováquia, situado no distrito de Trebišov, na região de Košice. Tem 15,25 km² de área e sua população em 2018 foi estimada em 1.193 habitantes.

## Demografia
| Ano:        | 1994 | 2004    | 2014   | 2024    |
| ----------- | ---- | ------- | ------ | ------- |
| Broj ljudi: | 865  | 1060    | 1147   | 1275    |
| Razlika:    |      | +22,54% | +8,20% | +11,15% |

| Ano:               | 2023 | 2024   |
| ------------------ | ---- | ------ |
| Número de pessoas: | 1274 | 1275   |
| Diferença:         |      | +0,07% |